# La Raie verte (Matisse)
Pour les articles homonymes, voir La Raie verte.
La Raie verte, également connu sous le nom Madame Matisse, est un tableau du peintre français Henri Matisse achevé en 1905. Il s'agit d'un portrait fauve de son épouse Amélie Noellie Matisse-Parayre. L'œuvre est conservée au Statens Museum for Kunst, à Copenhague.